# 언남고등학교
언남고등학교(彦南高等學校)는 대한민국 서울특별시 서초구 양재동에 위치한 강남 8학군 공립 고등학교이다.

## 학교 연혁
- 1986년 1월 25일 : 언남고등학교 설립인가 (36학급, 서초구 양재2동 309번지)
- 1986년 3월 1일 : 초대 교장 주만영 취임
- 1986년 3월 5일 : 제1회 입학식 (남 8학급, 여 4학급 계 12학급)
- 1986년 5월 4일 : 개교 기념식(개교 기념일)
- 1988년 12월 30일 : 서울특별시교육청 학교경영 우수학교 표창
- 2001년 6월 12일 : 축구부 창단
- 2007년 12월 14일 : 학교체육 우수활동 교육인적자원부관장상 수상
- 2011년 1월 27일 : 교육과학기술부 선정 100대 교육과정 우수학교 표창
- 2011년 12월 30일 : 교육과학기술부 주최 좋은학교 박람회 표창
- 2014년 12월 26일 : 일반고 진로역량강화 우수학교 서울특별시 교육감 표창
- 2016년 3월 15일 : 대학수학능력시험 운영 우수학교 교육부장관 표창
- 2017년 12월 28일 : 일반고 교육역량강화 우수학교 서울특별시교육감 표창
- 2018년 12월 31일 : 학교체육 활성화 우수학교 서울특별시교육감 표창
- 2023년 1월 3일 : 제35회 졸업식 (남 103명, 여 98명, 계 201명)
- 2023년 3월 1일 : 제 13대 교장 이원오 취임
- 2023년 3월 2일 : 제38회 입학식 (남 106명, 여 124명, 계 230명)

## 참고 자료
- 언남고등학교 - 한국교육학술정보원 학교알리미